# Savoirscom1
 (février 2013).
Si vous disposez d'ouvrages ou d'articles de référence ou si vous connaissez des sites web de qualité traitant du thème abordé ici, merci de compléter l'article en donnant les références utiles à sa vérifiabilité et en les liant à la section « Notes et références ».
Savoirscom1 est un collectif français formé[Où ?] par deux bibliothécaires, Silvère Mercier et Lionel Maurel, concernés par les « changements organisationnels, cognitifs, juridiques ou techniques amenés par le numérique ». Il se donne pour objectif de promouvoir l'approche des biens communs dans les politiques publiques de l'accès à l'information, le terme de « Biens Communs » recoupant à leurs yeux à la fois un ensemble de ressources à partager et les formes de gouvernance qui leur sont associées. Ils revendiquent une approche similaire à celle développée par David Bollier dans Libres Savoirs[source insuffisante], notamment en ce qui concerne les principes applicables aux Biens Communs :
- Maintenance d’une ressource à long terme
- Accès équitable et bénéfique pour un usage individuel (et non marchand) des commoners
- Transparence et responsabilité au sein des commoners
- Capacité à identifier et à punir les usages abusifs, le vandalisme et les appropriations
- Capacité à déterminer si la ressource doit être aliénée en vue d’un usage marchand ou non.

Ses principes sont affirmés dans un manifeste disponible en ligne, qui inclut notamment : le principe de non-discrimination de l'information, la protection des données personnelles, le libre accès aux publications scientifiques, l'encouragement des ressources éducatives libres, l'ouverture des données publiques, la promotion du logiciel libre, du partage non marchand d’œuvres protégées, du domaine public.
Le collectif demande aux députés belges et français la légalisation du partage non marchand.

## Activités
Les cofondateurs sont auditionnés par la Commission des Affaires culturelles et de l'Éducation de l'Assemblée nationale le mercredi 10 avril 2013. Ils sont interrogés sur les choix de la BnF en matière de numérisation de son fonds.
Au printemps 2016, lors du mouvement Nuit debout, le collectif est à l'origine d'une bibliothèque éphémère installée sur la Place de la République et nommée « BiblioDebout ».
Le site SavoirsCom1.info accueille des billets jusqu'en 2019. Le site a été suspendu en décembre 2023.